# Gaetano Fraschini
Gaetano Fraschini (Pavía, 16 de febrero de 1816 - Nápoles, 23 de mayo de 1887) fue un tenor italiano.

## Biografía
Estudió en su ciudad natal, donde debutó en 1837 como Arturo de Lucia di Lammermoor. En 1839 apareció en Bergamo (Torquato Tasso) y 1840 debutó en la Scala de Milan (Marino Faliero). Entre 1840 y 1853 estuvo contratado en el Teatro de San Carlos de Nápoles, participando en varios estrenos, sobre todo de óperas de Giovanni Pacini (destacando Saffo, en 1840). También estrenó en Nápoles Caterina Cornaro, de Donizetti, en 1844. Destacó asimismo en otras óperas de Donizetti, como Linda di Chamounix, Maria di Rohan, La favorita o Poliuto. Recibió el sobrenombre de tenore della maledizione ("tenor de la maldición"), debido a  la fuerza con la que interpretaba el pasaje de la maldición de Edgardo, en Lucia di Lammermoor.
Verdi le eligió para crear el personaje de Zamoro en Alzira, en 1845, y, posteriormente, también estrenó Il corsaro (Trieste, 1848), La battaglia di Legnano (Roma, 1849) y Stiffelio (Trieste, 1850). Cantó en I vespri siciliani en Roma, en 1856, y en Simon Boccanegra en Nápoles, en 1858. Al año siguiente creó el papel de Riccardo en el estreno de Un ballo in maschera, en Roma, haciendo un alarde de técnica y gusto para alternar los roles dramáticos y de forza (Manrico, Ernani, Arrigo...) con la elegancia y el refinamiento necesarios para este papel.
Fuera de Italia destacan sus interpretaciones de I due Foscari en Londres (Her Majesty's Theatre, 1847), o La traviata y Rigoletto en París (Théâtre-Italien, 1864). En el Teatro Real de Madrid se presentó en 1856, pero se recuerda especialmente su presentación en 1863 de La forza del destino, en presencia del propio Verdi y del Duque de Rivas, pocas semanas después del estreno de la obra en San Petersburgo.
Sus últimas apariciones en escena tuvieron lugar en 1873 en Roma y Florencia, donde, a pesar de superar los 55 años, aún retenía la firmeza y seguridad de su voz. Murió en Nápoles en 1887. El teatro de Pavía, donde debutó, se renombró en su honor como "Teatro Fraschini", en 1869, aún en vida del tenor.